# Copa Libertadores 1983
Die Copa Libertadores 1983 war die 24. Auflage des wichtigsten südamerikanischen Fußballwettbewerbs für Vereinsmannschaften. 21 Mannschaften nahmen teil. Es nahmen jeweils die Landesmeister der CONMEBOL-Länder und die Zweiten teil. Das Teilnehmerfeld komplettierte Titelverteidiger Peñarol Montevideo. Das Turnier begann am 4. März und endete am 28. Juli 1983 mit dem Final-Entscheidungsspiel. Der brasilianische Vertreter Grêmio FBPA aus Porto Alegre gewann das Finale gegen CA Peñarol und zum ersten Mal die Copa Libertadores.

## 1. Gruppenphase

### Gruppe 1
| Pl. | Verein                  | Sp. | S | U | N | Tore    | Diff. | Punkte |
| --- | ----------------------- | --- | - | - | - | ------- | ----- | ------ |
| 1.  | Estudiantes de La Plata | 6   | 3 | 1 | 2 | 008:600 | +2    | 07     |
| 2.  | CD Cobreloa             | 6   | 3 | 0 | 3 | 008:600 | +2    | 06     |
| 3.  | CSD Colo-Colo           | 6   | 3 | 0 | 3 | 005:800 | −3    | 06     |
| 4.  | Ferro Carril Oeste      | 6   | 2 | 1 | 3 | 004:500 | −1    | 05     |

|                         |   |                         | Hinspiel | Rückspiel |
| ----------------------- | - | ----------------------- | -------- | --------- |
| Estudiantes de La Plata | - | Ferro Carril Oeste      | 0:0      | 2:1       |
| CSD Colo-Colo           | - | CD Cobreloa             | 2:1      | 0:2       |
| CD Cobreloa             | - | Estudiantes de La Plata | 3:0      | 0:2       |
| CSD Colo-Colo           | - | Ferro Carril Oeste      | 1:0      | 0:1       |
| CD Cobreloa             | - | Ferro Carril Oeste      | 2:1      | 0:1       |
| CSD Colo-Colo           | - | Estudiantes de La Plata | 1:0      | 0:2       |

### Gruppe 2
| Pl. | Verein        | Sp. | S | U | N | Tore    | Diff. | Punkte |
| --- | ------------- | --- | - | - | - | ------- | ----- | ------ |
| 1.  | Grêmio FBPA   | 6   | 5 | 1 | 0 | 013:400 | +9    | 11     |
| 2.  | CR Flamengo   | 6   | 2 | 2 | 2 | 015:100 | +5    | 06     |
| 3.  | Club Bolívar  | 6   | 2 | 0 | 4 | 013:140 | −1    | 04     |
| 4.  | Club Blooming | 6   | 1 | 1 | 4 | 004:170 | −13   | 03     |

|               |   |               | Hinspiel | Rückspiel |
| ------------- | - | ------------- | -------- | --------- |
| Grêmio FBPA   | - | CR Flamengo   | 1:1      | 3:1       |
| Club Bolívar  | - | Club Blooming | 6:0      | 0:3       |
| Club Blooming | - | Grêmio FBPA   | 0:2      | 0:2       |
| Club Bolívar  | - | Grêmio FBPA   | 1:2      | 1:3       |
| Club Blooming | - | CR Flamengo   | 0:0      | 1:7       |
| Club Bolívar  | - | CR Flamengo   | 3:1      | 2:5       |

### Gruppe 3
| Pl. | Verein                    | Sp. | S | U | N | Tore    | Diff. | Punkte |
| --- | ------------------------- | --- | - | - | - | ------- | ----- | ------ |
| 1.  | América de Cali           | 6   | 4 | 2 | 0 | 010:300 | +7    | 10     |
| 2.  | Deportes Tolima           | 6   | 1 | 4 | 1 | 005:600 | −1    | 06     |
| 3.  | Universitario de Deportes | 6   | 0 | 4 | 2 | 005:800 | −3    | 04     |
| 4.  | Alianza Lima              | 6   | 1 | 2 | 3 | 003:600 | −3    | 04     |

|                           |   |                 | Hinspiel | Rückspiel |
| ------------------------- | - | --------------- | -------- | --------- |
| Universitario de Deportes | - | Alianza Lima    | 0:0      | 1:2       |
| América de Cali           | - | Deportes Tolima | 1:1      | 2:0       |
| Universitario de Deportes | - | Deportes Tolima | 2:2      | 1:1       |
| Alianza Lima              | - | Deportes Tolima | 0:1      | 0:0       |
| Alianza Lima              | - | América de Cali | 1:2      | 0:2       |
| Universitario de Deportes | - | América de Cali | 1:1      | 0:2       |

### Gruppe 4
| Pl. | Verein                  | Sp. | S | U | N | Tore    | Diff. | Punkte |
| --- | ----------------------- | --- | - | - | - | ------- | ----- | ------ |
| 1.  | Atlético San Cristóbal  | 6   | 3 | 2 | 1 | 008:400 | +4    | 08     |
| 2.  | CD El Nacional          | 6   | 3 | 1 | 2 | 007:400 | +3    | 07     |
| 3.  | Barcelona Sporting Club | 5   | 1 | 2 | 2 | 007:900 | −2    | 04     |
| 4.  | Deportivo Táchira FC    | 5   | 0 | 3 | 2 | 001:600 | −5    | 03     |

|                        |   |                         | Hinspiel | Rückspiel |
| ---------------------- | - | ----------------------- | -------- | --------- |
| CD El Nacional         | - | Barcelona Sporting Club | 3:1      | 0:2       |
| Atlético San Cristóbal | - | Deportivo Táchira FC    | 2:0      | 0:0       |
| Atlético San Cristóbal | - | Barcelona Sporting Club | 2:0      | 3:3       |
| Deportivo Táchira FC   | - | Barcelona Sporting Club | 1:1      | -         |
| Deportivo Táchira FC   | - | CD El Nacional          | 0:0      | 0:3       |
| Atlético San Cristóbal | - | CD El Nacional          | 1:0      | 0:1       |

### Gruppe 5
| Pl. | Verein               | Sp. | S | U | N | Tore    | Diff. | Punkte |
| --- | -------------------- | --- | - | - | - | ------- | ----- | ------ |
| 1.  | Nacional Montevideo  | 6   | 4 | 1 | 1 | 012:400 | +8    | 09     |
| 2.  | Montevideo Wanderers | 6   | 3 | 3 | 0 | 009:500 | +4    | 09     |
| 3.  | Club Nacional        | 6   | 1 | 2 | 3 | 006:120 | −6    | 04     |
| 4.  | Club Olimpia         | 6   | 0 | 2 | 4 | 003:900 | −6    | 02     |

|                      |   |                      | Hinspiel | Rückspiel |
| -------------------- | - | -------------------- | -------- | --------- |
| Nacional Montevideo  | - | Montevideo Wanderers | 1:1      | 0:1       |
| Club Olimpia         | - | Club Nacional        | 1:2      | 0:0       |
| Montevideo Wanderers | - | Club Nacional        | 3:1      | 1:1       |
| Nacional Montevideo  | - | Club Nacional        | 4:2      | 3:0       |
| Club Olimpia         | - | Nacional Montevideo  | 0:1      | 0:3       |
| Club Olimpia         | - | Montevideo Wanderers | 2:3      | 0:0       |

#### Entscheidungsspiel um den Gruppensieg
|                     | Ergebnis |                      |
| ------------------- | -------- | -------------------- |
| Nacional Montevideo | 2:1      | Montevideo Wanderers |

## 2. Gruppenphase

### Gruppe 1
| Pl. | Verein                  | Sp. | S | U | N | Tore    | Diff. | Punkte |
| --- | ----------------------- | --- | - | - | - | ------- | ----- | ------ |
| 1.  | Grêmio FBPA             | 4   | 2 | 1 | 1 | 007:600 | +1    | 05     |
| 2.  | Estudiantes de La Plata | 4   | 1 | 2 | 1 | 006:500 | +1    | 04     |
| 3.  | América de Cali         | 4   | 1 | 1 | 2 | 002:400 | −2    | 03     |

|                         |   |                         | Hinspiel | Rückspiel |
| ----------------------- | - | ----------------------- | -------- | --------- |
| Grêmio FBPA             | - | Estudiantes de La Plata | 2:1      | 3:3       |
| América de Cali         | - | Grêmio FBPA             | 1:0      | 1:2       |
| Estudiantes de La Plata | - | América de Cali         | 2:0      | 0:0       |

### Gruppe 2
| Pl. | Verein                 | Sp. | S | U | N | Tore    | Diff. | Punkte |
| --- | ---------------------- | --- | - | - | - | ------- | ----- | ------ |
| 1.  | Peñarol Montevideo     | 4   | 3 | 1 | 0 | 005:100 | +4    | 07     |
| 2.  | Nacional Montevideo    | 4   | 2 | 0 | 2 | 008:600 | +2    | 04     |
| 3.  | Atlético San Cristóbal | 4   | 0 | 1 | 3 | 002:800 | −6    | 01     |

|                        |   |                     | Hinspiel | Rückspiel |
| ---------------------- | - | ------------------- | -------- | --------- |
| Atlético San Cristóbal | - | Peñarol Montevideo  | 0:0      | 0:1       |
| Atlético San Cristóbal | - | Nacional Montevideo | 1:2      | 1:5       |
| Peñarol Montevideo     | - | Nacional Montevideo | 2:0      | 2:1       |

## Finale

### Hinspiel
| Peñarol Montevideo                                        | Peñarol Montevideo | Grêmio FBPA | Grêmio FBPA |
| --------------------------------------------------------- | --- | --- | ----------- |
| Peñarol Montevideo                                        | \| 22. Juli 1983 in Montevideo, Uruguay (Estadio Centenario) \| \| Ergebnis: 1:1 (0:0) \| \| Zuschauer: 70.000 \| \| Schiedsrichter: Teodoro Nitti ( Argentinien) \|                                                                          | \| 22. Juli 1983 in Montevideo, Uruguay (Estadio Centenario) \| \| Ergebnis: 1:1 (0:0) \| \| Zuschauer: 70.000 \| \| Schiedsrichter: Teodoro Nitti ( Argentinien) \| | Grêmio FBPA |
| Peñarol Montevideo                                        | Gustavo Fernández – Walter Olivera, Nelson Gutiérrez, Néstor Montelongo, Víctor Diogo, Miguel Bossio, Walkir Silva (Julio Villarreal 72.), Mario Saralegui, Fernando Morena , José Luis Zalazar, Venancio Ramos Cheftrainer: Osvaldo Balseiro | Mazarópi – Baidek, Hugo de León , Paulo Roberto, China, Casemiro, Renato Gaúcho, Osvaldo, Caio (César 46.), Tita, Tarciso Cheftrainer: Valdir Espinosa               | Grêmio FBPA |
| Peñarol Montevideo                                        | 1:1 Fernando Morena (70.) | 0:1 Tita (60.) | Grêmio FBPA |
| Peñarol Montevideo                                        | Bossio (78.), Morena (79.) | | Grêmio FBPA |
| 22. Juli 1983 in Montevideo, Uruguay (Estadio Centenario) | | |             |
| Ergebnis: 1:1 (0:0)                                       | | |             |
| Zuschauer: 70.000                                         | | |             |
| Schiedsrichter: Teodoro Nitti ( Argentinien)              | | |             |

### Rückspiel
| Grêmio FBPA                                                            | Grêmio FBPA | Peñarol Montevideo | Peñarol Montevideo |
| ---------------------------------------------------------------------- | --- | --- | ------------------ |
| Grêmio FBPA                                                            | \| 28. Juli 1983 in Porto Alegre, Brasilien (Estádio Olímpico Monumental) \| \| Ergebnis: 2:1 (1:0) \| \| Zuschauer: 80.000 \| \| Schiedsrichter: Edison Pérez Núñez ( Peru) \| | \| 28. Juli 1983 in Porto Alegre, Brasilien (Estádio Olímpico Monumental) \| \| Ergebnis: 2:1 (1:0) \| \| Zuschauer: 80.000 \| \| Schiedsrichter: Edison Pérez Núñez ( Peru) \|                                                           | Peñarol Montevideo |
| Grêmio FBPA                                                            | Mazarópi – Baidek, Hugo de León, Paulo Roberto, China, Casemiro, Renato Gaúcho, Osvaldo, Caio (César 63.), Tita, Tarciso Cheftrainer: Valdir Espinosa                           | Gustavo Fernández – Walter Olivera, Nelson Gutiérrez, Néstor Montelongo, Víctor Diogo, Miguel Bossio, Walkir Silva (Miguel A. Peirano), Mario Saralegui, Fernando Morena, José Luis Zalazar, Venancio Ramos Cheftrainer: Osvaldo Balseiro | Peñarol Montevideo |
| Grêmio FBPA                                                            | 1:0 Caio (10.) 2:1 Cezar (76.) | 1:1 Fernando Morena (70.) | Peñarol Montevideo |
| Grêmio FBPA                                                            | Renato (88.) | | Peñarol Montevideo |
| 28. Juli 1983 in Porto Alegre, Brasilien (Estádio Olímpico Monumental) | | |                    |
| Ergebnis: 2:1 (1:0)                                                    | | |                    |
| Zuschauer: 80.000                                                      | | |                    |
| Schiedsrichter: Edison Pérez Núñez ( Peru)                             | | |                    |